# 여로 (1986년 영화)
"여로"(旅路: A Journey)는 한국에서 제작된 김주희 감독의 1986년 드라마 영화이다. 김문희 등이 주연으로 출연하였고 김원두 등이 제작에 참여하였다.

## 출연

### 주연
- 김문희
- 심형래
- 최길호
- 여운계

### 조연
- 김경란
- 김용학
- 최재호
- 박윤배
- 김민순
- 배광현
- 이성웅
- 한인수
- 이하림
- 유명순
- 권일정
- 길달호
- 손전

## 기타
- 원작자: 이남섭
- 조명: 김윤덕
- 조감독: 전태식
- 녹음: 손인호
- 분장: 송일근
- 의상: 이해윤
- 소품: 우동원
- 현상: 세방현상소